# بخش جوگولامبا گادوال
بخش جوگولامبا گادوال (به انگلیسی: Jogulamba Gadwal) یک منطقهٔ مسکونی در هند است که در تلانگانا واقع شده‌است. بخش جوگولامبا گادوال ۲٬۹۲۸ کیلومتر مربع مساحت و ۶۶۴٬۹۷۱ نفر جمعیت دارد.